# 世界市集

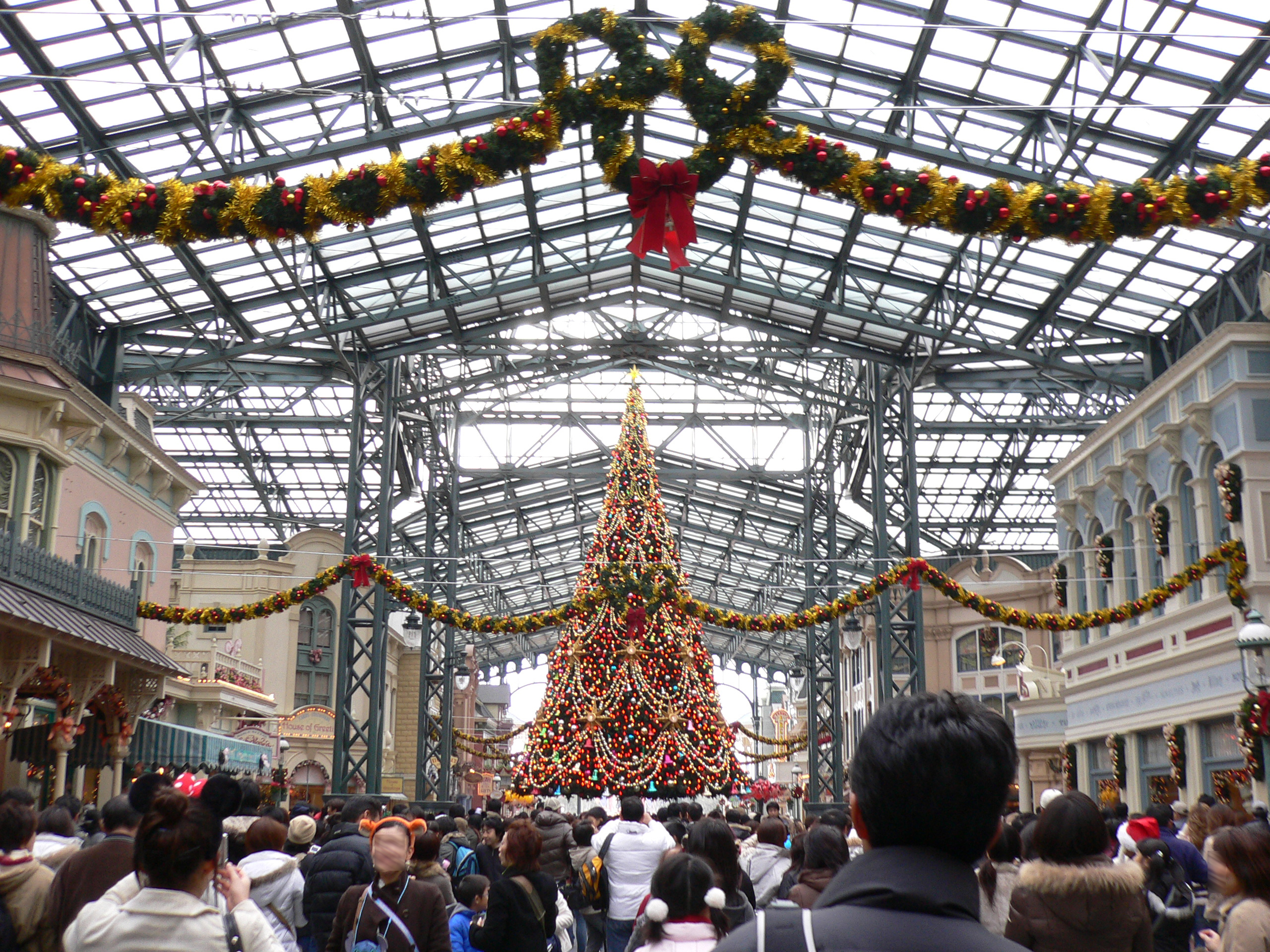
聖誕節期間東京迪士尼樂園的世界義賣市場

世界市集是東京迪士尼樂園中的一個園區，相當於其他迪士尼樂園的“美國小鎮大街”。它由玻璃維多利亞建築風格的溫室屋頂覆蓋，以保護客人遠離日本的多雨天氣。其中，世界集市以20世紀50年代美國小鎮為設計特色。世界集市也是東京迪士尼樂園的唯一入口。
世界集市擁有三大餐飲服務餐廳，其中“主要街道”的餐廳最多。另外還有一條叫做“中心街”的大街，穿過主街，從兩邊出口到明日世界和探險樂園。這是第一個沒有火車站的美國小鎮大街，另一個沒有火車站的位於上海迪士尼樂園。

### 景點和娛樂
- 自行車鋼琴
- Omnibus
- 竹 Ar 商場
- 薩克斯四
- 東京迪士尼樂園樂隊
- 歡迎花樂隊
- Zip'n 放大導遊遊覽

### 前景和娛樂
- 主街影院
- 消防車
- 無馬車
- 薩克斯五
- 迪士尼美術館

### 餐廳和點心
- Eastside 咖啡廳
- 中心街咖啡屋
- 餐廳 Hokusai
- 冰淇淋錐
- 甜心咖啡廳
- 茶點角
- 偉大的美國華夫餅乾公司
- Club 33

### 商店
- 世界 Bazaar 糖果
- 大商場
- 大街日報
- 相機中心
- 市中心時裝
- 哈靈頓珠寶＆手錶
- 糕點宮
- 玩具站
- 魔術店
- 問候的房子
- 剪影工作室
- 迪斯尼畫廊
- 迪士尼公司
- 家庭商店

## 外部連結
- ワールドバザール（【公式】東京ディズニーリゾート検索結果） （页面存档备份，存于）
- World Bazaar - Tokyo Disneyland （页面存档备份，存于）